# Deutsche Hip-Hop-Charts
Die Deutschen Hip-Hop-Charts (zurzeit Hip-Hop Top 20) sind eine Chartauswertung des Marktforschungsunternehmens GfK Entertainment, die wöchentlich veröffentlicht werden. Sie beinhalten die erfolgreichsten Hip-Hop-Alben auf dem Musikmarkt und gelten als offizielle Hip-Hop-Charts in Deutschland.

## Allgemeine Informationen und Qualifikationskriterien
Die Deutschen Hip-Hop-Charts werden im Auftrag des Bundesverband Musikindustrie vom deutschen Marktforschungsunternehmen GfK Entertainment ermittelt. Sie erfassen Verkäufe von Bild- beziehungsweise Tonträgern, Downloads und Musikstreamings mit Hip-Hop als Endverbraucher. Die Zuteilung zum Hip-Hop-Genre wird durch die Anmeldung im PHONONET-Artikelstamm (Programmart 114) festgelegt. Es handelt sich hierbei um „Repertoire-Charts“, die das Marktsegment „Hip-Hop“ abbilden. Sollten Bild- oder Tonträger im PHONONET-Artikelstamm als Hip-Hop-Produkte gekennzeichnet sein, jedoch offensichtlich nicht in dieses Repertoire-Segment gehören (Falschkennzeichnungen), soll GfK Entertainment Meldungen unberücksichtigt lassen, sofern der zuständige Vertreiber dem zustimmt. In Zweifelsfällen entscheiden Prüfungsbeauftragte darüber. Die Deutschen Hip-Hop-Charts bilden einen Auszug aus den regulären Album Top 100 ab, in denen Verkäufe unabhängig von jeglichen Repertoire-Segmenten erfasst werden. Eine parallele Platzierung eines Produktes sowohl in den Album Top 100 als auch in den Hip-Hop Top 20 ist daher nicht nur grundsätzlich möglich, sondern wird bei stark verkaufenden Produkten die Regel sein. Für die Hip-Hop Top 20 sind nur solche Produkte qualifiziert, die über eine Händlerbreite von mindestens zwei Händlergruppierungen verfügen, was bedeutet das wöchentlich mindestens zwei der in der Stichprobe erfassten Händlergruppierungen mindestens ein Produkt des relevanten Titels verkauft haben müssen, damit es sich für die Hip-Hop-Charts qualifizieren kann. Bei den Deutschen Hip-Hop-Charts handelt sich nicht nur um Repertoire-Charts, sondern auch um „Artist-Charts“, das heißt Sampler werden nicht berücksichtigt.

## Meilensteine
Die Einführung der Deutschen Hip-Hop-Charts erfolgte am 23. März 2015 als wöchentliche Top-20-Hitparade für Musikalben. Als erstes Werk konnte sich dabei Normaler Samt vom deutschen Rap-Duo Audio88 & Yassin an der Chartspitze platzieren. Als erstes Album konnte am 22. Mai 2015 Achter Tag von Genetikk die Spitzenposition verteidigen. Mit fünf Wochen am Stück konnte sich Cros MTV Unplugged am längsten in Serie an der Chartspitze platzieren (24. Juli – 27. August 2015). Am 28. August 2015 platzierte sich Compton von Dr. Dre erstmals ein ausländisches Produkt an der Spitzenposition. Die beiden Kollaboalben Palmen aus Plastik und Palmen aus Plastik 2 des deutschen Rappers Bonez MC und des Österreichers RAF Camora schafften es vier Mal die Chartspitze zurückzuerobern, so oft wie kein anderes Album. Am 9. Juni 2017 platzierte sich erstmals ein Album weiblicher Interpreten an der Chartspitze, dies gelang dem Duo SXTN mit Leben am Limit. Das erste Album einer weiblichen Solokünstlerin an der Chartspitze stammt vom ehemaligen SXTN-Mitglied Juju, sie erreichte mit ihrem Debütalbum Bling Bling am 21. Juni 2019 den ersten Platz. Die meisten Alben an der Chartspitze konnten Fler (inklusive seines Pseudonyms Frank White) und Kollegah mit jeweils neun Alben platzieren. Mit insgesamt neun Wochen konnte sich Palmen aus Plastik 2 am längsten an der Spitzenposition platzieren. Der deutsche Rapper Bonez MC platzierte sich mit seinen Alben 24 Wochen an Position eins, so lange wie kein anderer.

## Liste der Nummer-eins-Alben in den Hip-Hop-Charts

### Wochencharts
Diese Liste beinhaltet alle Alben – in chronologischer Reihenfolge nach ihrer Verweildauer absteigend – die mindestens vier Wochen an der Chartspitze der Hip-Hop Top 20 standen:
| Jahr | Titel                          | Interpret                                    | Verweildauer | Zeitraum |
| ---- | ------------------------------ | -------------------------------------------- | ------------ | --- |
| 2018 | Palmen aus Plastik 2           | Bonez MC & RAF Camora                        | 9 Wochen     | 12. Oktober – 25. Oktober 2. November – 8. November 23. November – 29. November 28. Dezember 2018 – 24. Januar 2019 8. März 2019 – 14. März 2019                               |
| 2019 | Platte                         | Apache 207                                   | 8 Wochen     | 1. November – 7. November 22. November – 28. November 3. Januar 2020 – 16. Januar 2020 17. April 2020 – 23. April 2020 22. Mai 2020 – 4. Juni 2020 3. Juli 2020 – 9. Juli 2020 |
| 2023 | Schwarzes Herz                 | Ayliva                                       | 8 Wochen     | 1. September – 7. September 29. September – 19. Oktober 27. Oktober – 2. November 29. Dezember 2023 – 11. Januar 2024 2. Februar 2024 – 8. Februar 2024                        |
| 2015 | MTV Unplugged                  | Cro                                          | 6 Wochen     | 10. Juli – 16. Juli 24. Juli – 27. August |
| 2015 | VI                             | Sido                                         | 5 Wochen     | 11. September – 17. September 25. September – 1. Oktober 9. Oktober – 15. Oktober 30. Oktober – 12. November                                                                   |
| 2016 | High & hungrig 2               | Gzuz & Bonez MC                              | 5 Wochen     | 3. Juni – 9. Juni 24. Juni – 7. Juli 5. August – 18. August |
| 2016 | Palmen aus Plastik             | Bonez MC & RAF Camora                        | 5 Wochen     | 16. September – 22. September 30. September – 6. Oktober 21. Oktober – 27. Oktober 23. Dezember – 29. Dezember 6. Januar 2017 – 12. Januar 2017                                |
| 2017 | Revival                        | Eminem                                       | 5 Wochen     | 22. Dezember 2017 – 18. Januar 2018 16. Februar 2018 – 22. Februar 2018 |
| 2021 | Zukunft                        | RAF Camora                                   | 5 Wochen     | 23. Juli – 29. Juli 6. August – 12. August 8. Oktober – 14. Oktober 29. Oktober – 4. November 19. November – 25. November                                                      |
| 2022 | Majestic                       | Luciano                                      | 5 Wochen     | 7. Oktober – 3. November 2. Dezember – 8. Dezember |
| 2022 | Paul                           | Sido                                         | 5 Wochen     | 16. Dezember – 22. Dezember 30. Dezember 2022 – 26. Januar 2023 |
| 2023 | Die Hoffnung klaut mir niemand | Kontra K                                     | 5 Wochen     | 17. November – 30. November 8. Dezember – 14. Dezember 8. März 2024 – 14. März 2024 22. März 2024 – 28. März 2024                                                              |
| 2023 | Gartenstadt                    | Apache 207                                   | 5 Wochen     | 16. Juni – 22. Juni 28. Juli – 3. August 25. August – 31. August 31. Mai 2024 – 6. Juni 2024 14. Juni 2024 – 20. Juni 2024                                                     |
| 2015 | Zuhältertape Vol. 4            | Kollegah                                     | 4 Wochen     | 18. Dezember 2015 – 14. Januar 2016 |
| 2017 | Sampler 4                      | Verschiedene Interpreten (187 Strassenbande) | 4 Wochen     | 21. Juli – 17. August |
| 2018 | Wolke 7                        | Gzuz                                         | 4 Wochen     | 1. Juni – 28. Juni |
| 2019 | CB6                            | Capital Bra                                  | 4 Wochen     | 19. April – 25. April 3. Mai – 9. Mai 17. Mai – 30. Mai |
| 2020 | Music to Be Murdered By        | Eminem                                       | 4 Wochen     | 31. Januar – 6. Februar 14. Februar – 20. Februar 25. Dezember 2020 – 7. Januar 2021                                                                                           |
| 2023 | Glas                           | Nina Chuba                                   | 4 Wochen     | 3. März – 9. März 17. März – 23. März 21. April – 27. April 3. Mai 2024 – 9. Mai 2024                                                                                          |
| 2024 | 2000                           | Pashanim                                     | 4 Wochen     | 21. Juni – 27. Juni 12. Juli – 18. Juli 16. August – 22. August 30. August – 5. September                                                                                      |

### Jahrescharts
2022
- Rang 1:  Kontra K – Für den Himmel durch die Hölle
- Rang 2:  Bonez MC &  RAF Camora – Palmen aus Plastik 3
- Rang 3:  BTS – Proof